# Jason Matthews (Autor)
Jason Matthews (* 1951; † 28. April 2021) war ein US-amerikanischer Autor und Mitarbeiter der Central Intelligence Agency (CIA). Matthews arbeitete bis 2010 für insgesamt 33 Jahre für die CIA und startete seine schriftstellerische Tätigkeit nach dem Eintritt in den Ruhestand.

## Leben und Karriere
2014 wurde Matthews mit dem International Thriller Award für sein Buch Red Sparrow (Scribner 2013) als bester Erstlingsroman geehrt; ferner erhielt er 2014 für das Buch den Edgar Allan Poe Award für den besten ersten Roman eines US-amerikanischen Autors. 2018 kam die gleichnamige Verfilmung des Werks durch Francis Lawrence, mit Jennifer Lawrence in der Hauptrolle, in die Kinos.

## Werke
- Red Sparrow, Scribner, New York 2013, ISBN 978-1-476-70612-2.
  - Operation Red Sparrow, Goldmann, München 2015, ISBN 978-3-442-48143-9.
- Palace of Treason, Scribner, New York 2015, ISBN 978-1-476-79374-0.
- The Kremlin’s Candidate, Scribner, New York 2018, ISBN 978-1-501-14008-2.